# Emma Louise
Emma Louise (ur. 16 lipca 1991 w Cairns, Australia) – australijska piosenkarka i autorka tekstów.

## Dyskografia

### Albumy
| Rok  | Tytuł                            | Notowania | Notowania |
| Rok  | Tytuł                            | AUS       | FRA       |
| ---- | -------------------------------- | --------- | --------- |
| 2011 | Full Hearts and Empty Rooms (EP) | –         | –         |
| 2013 | vs Head vs Heart                 | 12        | 87        |
| 2013 | Don't Go (EP)                    | –         | –         |
| 2013 | Down to Earth                    | –         | –         |
| 2016 | Supercry                         | 14        |           |

### Single
| Rok  | Tytuł                                                    | Notowania | Notowania | Notowania | Notowania | Notowania | Notowania | Notowania | Notowania       | Notowania | Notowania | Certyfikacje      |
| Rok  | Tytuł                                                    | AUT       | BEL (Vl)  | BEL (Wa)  | FRA       | GER       | ITA       | NED       | POL (dyskoteki) | SWI       | UK        | Certyfikacje      |
| ---- | -------------------------------------------------------- | --------- | --------- | --------- | --------- | --------- | --------- | --------- | --------------- | --------- | --------- | ----------------- |
| 2011 | Jungle                                                   | –         | –         | 3         | 4         | –         | –         | 100       | –               | 39        | –         |                   |
| 2012 | Boy                                                      | –         | –         | –         | –         | –         | –         | –         | –               | –         | –         |                   |
| 2013 | Freedom                                                  | –         | –         | –         | –         | –         | –         | –         | –               | –         | –         |                   |
| 2013 | My Head Is a Jungle (Wankelmut & Emma Louise)            | 55        | 34        | –         | 84        | 29        | 5         | 68        | 36              | 35        | 5         | * ITA: 2x Platyna |
| 2014 | My Head Is a Jungle (MK remix) (Wankelmut & Emma Louise) | –         | 24        | 14        | –         | –         | –         | –         | –               | –         | –         |                   |
| 2015 | Underflow                                                | –         | –         | –         | –         | –         | –         | –         | –               | –         | –         |                   |
| 2016 | Talk Baby Talk                                           | –         | –         | –         | –         | –         | –         | –         | –               | –         | –         |                   |
| 2016 | West End Kids                                            | –         | –         | –         | –         | –         | –         | –         | –               | –         | –         |                   |